# Pimpinella xizangensis
Pimpinella xizangensis är en flockblommig växtart som beskrevs av R.H.Shan och F.T.Pu. Pimpinella xizangensis ingår i släktet bockrötter, och familjen flockblommiga växter. Inga underarter finns listade i Catalogue of Life.